# Miloslav Vlk
Miloslav Vlk (1932–2017) là một Hồng y người Séc của Giáo hội Công giáo Rôma. Ông từng đảm nhận vai trò Hồng y Đẳng Linh mục Nhà thờ S. Croce in Gerusalemme, Tổng giám mục đô thành Tổng giáo phận Praha trong suốt 19 năm, từ năm 1991 đến năm 2010.
Vốn là một giáo sĩ trong vai trò lãnh đạo giáo hội địa phương, ông từng đảm trách vai trò giám mục chính tòa Giáo phận České Budějovice (1990–1991) trước khi tiến đến trở thành Tổng giám mục đô thành Praha. Ngoài lãnh đạo các giáo phận được bổ nhiệm, ông còn đảm nhận nhiều vị trí quan trong tại Hội đồng giám mục quốc gia cũng như khu vực như: Chủ tịch Hội đồng Giám mục Séc (1993–2000), Chủ tịch Liên Hội đồng Giám mục Châu Âu (1993–2001). Ông được vinh thăng Hồng y ngày 26 tháng 11 năm 1994, bởi Giáo hoàng Gioan Phaolô II.

## Tiểu sử
Hồng y Miloslav Vlk sinh ngày 17 tháng 10 năm 1932 tại Lišnice – Sepekov, Séc. Sau quá trình tu học dài hạn tại các cơ sở chủng viện theo quy định của Giáo luật, ngày 23 tháng 6 năm 1968, Phó tế Vlk, 26 tuổi, tiến đến việc được truyền chức linh mục. Cử hành nghi thức truyền chức cho tân linh mục là giám mục Joseph Hlouch, giám mục chính tòa Giáo phận České Budĕjovice. Tân linh mục đồng thời cũng là thành viên linh mục đoàn Giáo phận České Budĕjovice.
Sau 22 năm thi hành các công việc mục vụ với thẩm quyền và cương vị của một linh mục, ngày 14 tháng 2 năm 1990, Tòa Thánh loan tin Giáo hoàng đã quyết định tuyển chọn linh mục Miloslav Vlk, 58 tuổi, gia nhập Giám mục đoàn Công giáo Hoàn vũ, với vị trí được bổ nhiệm là giám mục chính tòa Giáo phận České Budĕjovice. Lễ tấn phong cho vị giám mục tân cử được tổ chức sau đó vào ngày 31 tháng 3 cùng năm tại Nhà thờ Thánh Nicôla, Ceske Budejovice, Giáo phận České Budĕjovice, với phần nghi thức chính yếu được cử hành cách trọng thể bởi 5 giáo sĩ cấp cao, gồm chủ phong là giám mục Antonín Liška, C.SS.R., giám mục phụ tá Tổng giáo phận Praha; bốn vị giáo sĩ còn lại, với vai trò phụ phong, gồm có giám mục Franz Xaver Eder, giám mục chính tòa Giáo phận Passau, giám mục Franz Žak, nguyên giám mục Quân đội Áo, giám mục Maximilian Aichern, O.S.B., giám mục chính tòa Giáo phận Linz và Tổng giám mục Ján Sokol, Tổng giám mục đô thành Tổng giáo phận Trnava. Tân giám mục chọn cho mình khẩu hiệu: UT OMNES UNUM SINT / ABY VŠICHNI BYLI JEDNO.
Chỉ sau khoảng thời gian 1 năm được chọn làm giám mục, Giám mục Vlk được Tòa Thánh thăng Tổng giám mục, qua việc bổ nhiệm giám mục này làm Tổng giám mục đô thành Tổng giáo phận Praha. Thông báo về việc bổ nhiệm này được công bố cách rộng rãi vào ngày 27 tháng 73 năm 1991. Tân Tổng giám mục đã đến cử hành các nghi thức nhận giáo phận Gniezno sau đó vào ngày 1 tháng 6 cùng năm.
Bằng việc tổ chức công nghị Hồng y năm 1994 được cử hành chính thức vào ngày 26 tháng 11, Giáo hoàng Gioan Phaolô II đưa ra quyết định vinh thăng Tổng giám mục Miloslav Vlk tước vị danh dự của Giáo hội Công giáo, Hồng y. Tân Hồng y thuộc Đẳng Hồng y Linh mục và Nhà thờ Hiệu tòa được chỉ định là Nhà thờ S. Croce in Gerusalemme.
Ngoài lãnh đạo giáo phận được bổ nhiệm, ông còn đảm nhận nhiều vị trí quan trong tại Hội đồng giám mục quốc gia cũng như khu vực như chức Chủ tịch Hội đồng Giám mục Séc từ năm 1993 đến ngày 25 tháng 1 năm 2000. Cũng trong thời gian này, ông còn kiêm nhiệm vai trò Chủ tịch Liên Hội đồng Giám mục Châu Âu, từ ngày 16 tháng 4 năm 1993 đến ngày 31 tháng 5 năm 2001.
Ngày 13 tháng 2 năm 2010, Tòa Thánh chấp thuận đơn hồi hưu của ông, vì lý do tuổi tác, theo Giáo luật. Ông qua đời ngày 18 tháng 1 năm 2017, thọ 85 tuổi.